# Pojoča skleda
Pojoča skleda je bronasta posoda, ki oddaja zvok, ko jo udarimo ali podrgnemo z leseno palico. V vzhodnih deželah (npr. Indija, Tibet, Ljudska republika Kitajska) so pojoče sklede priljubljen pripomoček v ezoteričnih seansah. Uporabljajo se pri meditaciji, zvočni masaži in terapiji, le redko kot glasbilo.

## Izvor
Pojoče sklede so včasih uporabljali kot posodo za kuhanje, prehranjevanje in shranjevanje  v  severni Indiji, Nepalu, Butanu in Tibetu. Ni dokazano, da bi jih pri svojih ritualih uporabljali budistični menihi .
Le nekatere sklede so bile narejene z namenom, da se iz njih izvaja zvok. Te sklede so t. i. medicinske sklede, ki so se uporabljale za shranjevanje zelišč ali v nekaterih obredih.

## Način igranja
Obstajata dva načina igranja na pojoče sklede:
1.	Pojočo skledo podrgnemo z lesenim tolkalom(maleto) po robu ali zunanji strani posode. Podobno kot pri igranju s prsti na kozarce polne vode, lahko slišimo doneč zvok. Ta je na začetku drgnjenja tišji, nato pa vedno glasnejši. Glede na pritisk tolkala, oddaljenosti tolkala od stene posode in površine, na kateri leži posoda, lahko slišimo različne tone, poleg osnovnega tudi tone višjih frekvenc.
2.	Ob zgornji zunanji del pojoče sklede udarimo s tolkalom. Toni so lahko bolj svetli ali temni, odvisno od vrste tolkala, oblike in velikosti posode. Barva posode na zvok ne vpliva.

## Izdelava
Pojoče sklede so lahko polkrogle do gongu podobne oblike in imajo bolj ali manj ravno dno. Premer pojoče sklede je lahko od 10 cm do 50 cm, debelina stene posode pa med 0,5 in 5 mm. 

Pojoče sklede so tradicionalno narejene iz zlitine bakra in kositra, torej iz brona. Lahko pa vsebujejo primesi drugih kovin kot so železo, cink, svinec, arzen, antimon in tudi zlato, srebro, selen ter telur.  Nekatere sklede vsebujejo tudi sledove meteoritov in so zaradi tega še bolj cenjene.

Zmes kovin se stali in vlije v zato pripravljene okrogle modele. Iz teh modelov nato okrogle pri visoki temperaturi s pomočjo »pihanja« nastane pojoča skleda. Le-to se na koncu še spolira in pripravljena je za uporabo. Cene se gibljejo med 50 in 800 evri. 

Zaradi povečanega povpraševanja v zadnjem času, se kvaliteta izdelave pojočih skled zmanjšuje. Namesto brona se uporablja medenina, pojoče sklede pa nastanejo le na podlagi že pripravljenega modela.

## Uporaba v ezoteriki
Zvenu pojočih skled v vzhodnih kulturah pripisujejo preventivno in zdravilno učinkovanje. Pri terapiji oziroma masaži s pojočimi skledami le-te položijo na ali ob telo in po njih udarjajo z lesenim tolkalom. To izzove poleg osnovnega tona tudi nadtone. Občutimo vibracije, ki naj bi prebijale energetske blokade ter ponekod delovale tudi na akupunkturne točke (stopala, dlani). Izvaja se tudi masaža s pojočimi skledami v vodi, kjer vibrirajoč zvok sprosti telo. Poznamo tudi t. i. planetarne pojoče sklede, ki zvenijo z enako rotacijsko frekvenco kot posamezni planeti našega osončja. Vendar ne obstaja nobenih znanstvenih dokazov, ki bi to učinkovitost potrdili.
Znanstvene meritve elektromagnetnih možganskih valov so dokazale obstoj jasno prepoznavnih valov, ki so povezani z različnimi stanji zavesti. 
Znano je, da možgani v normalnem stanju, ko smo aktivni oz. delamo, proizvajajo valove beta. Valovi alfa so prisotni, ko so ljudje sproščeni in umirjeni. Valovi theta so značilni za stanje dremeža, valovi delta pa se po navadi sprožijo samo v globokem snu. Raziskave kažejo, da se med meditiranjem poveča alfa in theta valovanje . Ko so snemali valovanje, ki ga ustvarjajo pojoče sklede, pa naj bi prav tako odkrili povečano alfa valovanje. Zato domnevajo, da zvok pojočih skled predrami občutek globoke sprostitve  .